# Slick 50 200 1995
Slick 50 200 1995 var ett race som var den tredje deltävlingen i PPG IndyCar World Series 1995. Racet kördes den 2 april på Phoenix International Raceway i Phoenix, Arizona. Robby Gordon tog sin första och enda seger för säsongen. Paul Tracy tog över mästerskapsledningen med en fjärdeplats, men de första fem förarna separerades bara av fyra poäng.

## Slutresultat
| Plats | Förare               | Grid                     | Kvaltid |        |
| ----- | -------------------- | ------------------------ | ------- | ------ |
| 1     | Robby Gordon         | Walker Racing            | 9       | 20,122 |
| 2     | Michael Andretti     | Newman/Haas Racing       | 5       | 20,054 |
| 3     | Emerson Fittipaldi   | Marlboro Team Penske     | 2       | 19,957 |
| 4     | Paul Tracy           | Newman/Haas Racing       | 4       | 20,049 |
| 5     | Jacques Villeneuve   | Team Green               | 3       | 19,994 |
| 6     | Raul Boesel          | Rahal-Hogan Racing       | 8       | 20,127 |
| 7     | Teo Fabi             | Forsythe Racing          | 16      | 20,370 |
| 8     | Al Unser Jr.         | Marlboro Team Penske     | 17      | 20,381 |
| 9     | Scott Pruett         | Patrick Racing           | 6       | 20,116 |
| 10    | Christian Fittipaldi | Walker Racing            | 19      | 20,596 |
| 11    | Gil de Ferran        | Jim Hall Racing          | 10      | 20,138 |
| 12    | Adrián Fernández     | Galles Racing            | 12      | 20,197 |
| 13    | Maurício Gugelmin    | PacWest Racing           | 11      | 20,177 |
| 14    | Eddie Cheever        | A.J. Foyt Enterprises    | 18      | 20,406 |
| 15    | Eliseo Salazar       | Dick Simon Racing        | 23      | 21,063 |
| 16    | Roberto Guerrero     | Pagan Racing             | 25      | 21,360 |
| 17    | Dean Hall            | Dick Simon Racing        | 22      | 20,935 |
| 18    | Eric Bachelart       | Payton/Coyne Racing      | 26      | 21,362 |
| 19    | Alessandro Zampedri  | Payton/Coyne Racing      | 27      | 21,636 |
| 20    | Bryan Herta          | Chip Ganassi Racing      | 1       | 19,785 |
| 21    | Bobby Rahal          | Rahal-Hogan Racing       | 14      | 20,329 |
| 22    | Hiro Matsushita      | Arciero-Wells Racing     | 24      | 21,312 |
| 23    | Jimmy Vasser         | Chip Ganassi Racing      | 7       | 20,118 |
| 24    | Stefan Johansson     | Bettenhausen Motorsports | 13      | 20,318 |
| 25    | Arie Luyendyk        | Dick Simon Racing        | 20      | 20,696 |
| 26    | André Ribeiro        | Tasman Motorsports       | 15      | 20,345 |
| 27    | Danny Sullivan       | PacWest Racing           | 21      | 20,782 |